# Кадурки
Кадурки (лат. Cadurci) — были кельтским племенем, чье поселение располагалось между Дордони и Авероном, в Керси, бывшей провинции на юго-западе Франции. Соседними племенами были нитиоброги на западе и рутены на востоке. Их главным городом был Укселлодунум, точное местонахождение которого неизвестно и оспаривается по сей день.
Арвернский принц Верцингеториг также смог убедить кадурков принять участие в галльской войне. Вместе с другими южными галльскими племенами они предоставили контингент численностью около 35 000 воинов под предводительством своего принца Луктерия для армии помощи Алезии. Укселлодун был последним местом, которое Цезарь посетил во время Галльских войн в 51 г. до н.э. до н.э., перекрыв жизненно важный для обороны города источник.
Как ремесленники, кадурки в Галлии были особенно известны своим производством льна; согласно Страбону и Плинию, в их честь было названо даже постельное белье.